# Crusader Kings
Crusader Kings je strategija u realnom vremenu od Paradox Interactive čija radnja se događa između 26. prosinca 1066. godine i 30. prosinca 1452. godine. Igra je bila izdana 2004 godine, a 4. listopada 2007. godine je izdan expansion pack Deus Vult.

## Igra
Prvi kalendarski dan kada počinje igra je onaj nakon krunidbe Vilima Osvajača za kralja Engleske. Igrač ima mogućnost da izabere upravljanje nad bilo kojim tadašnjim kršćanskim carstvom, kraljevstvom, kneževstvom ili grofovijom. Svaka tadašnja politička jedinica ima svog vladara, svoj dvor s osobama koje na njemu žive i koje imaju svoj DNK što prenose vlastitim potomcima. Igrač određuje koji će njegovi dvorljani zauzeti koje ministarske pozicije (vojska, špijunaža, ekonomija, biskup, diplomacija), dogovara vlastito kao i vjenčanja pripadnika svoje dinastije, objavljuje rat, sklapa savezništva i naređuje pokušaje ubojstva.
Iako po žanru Crusader Kings spada u strategija u realnom vremenu, on ne spada u brze nego strategije sporijeg tempa zbog velike količine odluka koje igrač mora donositi.

### Hrvatska
U igri Crusader Kings igrac može upravljati s ovim državama i teritorijima:
- Hrvatsko kraljevstvo (samo 1066. godine)
- Dubrovnik (u igri Ragusa)
- grofovija Krk
- grofovija Senj
- grofovija Zadar
- grofovija Split
- grofovija Zahumlje
- grofovija Usora
- Slavonija (kneževstvo)

## Nastavak
Posljednji datum do kojeg se može igrati Crusader Kings je 30. prosinac 1452. to jest ona završava prije pada Bizanta. Igrač može prenesti sve svoje podatke iz ove igre u igru Europa Universalis II ili Europa Universalis III i tamo nastaviti igru do 1936. godine, kada ponovno može prebaciti podatke, samo tada u Heart of Iron II koji traje do 1964. godine. Takvim povezivanjem Paradox Interactive je omogućio igranje gotovo 900 godina duge igre.